# كرسغان
كرسغان (بالفارسية: کرسگان) هي قرية تقع في قسم ابريشم الريفي (مقاطعة فلاورجان) في إيران. يقدر عدد سكانها بـ 3,539 نسمة .